# Juan Ángel Napout Barreto
Juan Ángel Napout Barreto (Asunción, 13 de maig de 1958) és un empresari i dirigent esportiu paraguaià. Va ser president del Club Cerro Porteño, de l'Associació Paraguaiana de Futbol (APF) i de la Confederació Sud-americana de Futbol (CONMEBOL). Durant uns mesos també va ostentar la vicepresidència de la Federació Internacional de Futbol Associació (FIFA).
El desembre de 2015, Napout va ser detingut a Zúric (Suïssa) acusat de corrupció pel Departament de Justícia dels Estats Units en el denominat Cas Fifagate. Va ser extradit als EUA i va quedar en llibertat sota fiança de vint milions de dòlars i arrest domiciliari a l'espera de judici. L'agost de 2018 va ser declarat culpable de frau i crim organitzat i va ser condemnat per la justícia nord-americana a nou anys de presó.

## Trajectòria
Napout va estudiar a la Universidad Católica Nuestra Señora de la Asunción i el 1983 es va llicenciar en Administració d'Empreses. Va presidir una empresa privada, però pràcticament tota la seva carrera va estar vinculada a càrrecs directius relacionats amb el món del futbol. Té passaport italià, parla diversos idiomes i també té coneixements de guaraní.
L'any 1988 va arribar a la vicepresidència del Cerro Porteño i el 1989 va ser elegit president. A la dècada dels 90 va exercir diversos càrrecs vinculats amb la selecció nacional de futbol i amb l'APF. Va ser el cap de delegació de la selecció paraguaiana de futbol als Jocs Olímpics de Barcelona i als Mundials de França 98, membre del Comitè Executiu de l'APF i membre del departament de relacions públiques de la Conmebol. Des de 1996 a 1999 va formar part del Comitè Olímpic Paraguaià. El 2003 va arribar a la vicepresidència de l'APF, el 2007 va ser elegit President i el 2013 va ser reelegit.

## Fifagate
El 3 de desembre de 2015, Juan Ángel Napout va ser detingut a l'Hotel Baur au Lac de Zuric (Suïssa) a instàncies de la justícia nord-americana que l'acusava de greus delictes de corrupció en el denominat Cas Fifagate. Napout va ser extradit als EUA acusat de cinc delictes. El 15 de desembre es va declarar no culpable i va quedar en llibertat sota fiança de 20 milions de dòlars i arrest domiciliari a l'espera de judici. Napout havia renunciat prèviament a la presidència de la CONMEBOL.
Segons la fiscal general dels EUA, Loretta Lynch, Napout seria un dels líders del denominat grupo de los seis, del que també en formaven parts dirigents d'altres federacions sud-americanes com Rafael Esquivel Melo, Luis Bedoya, Luis Chiriboga Acosta, Manuel Burga i Carlos Chávez, que exigirien suborns milionaris a les empreses adjudicatàries dels drets de transmissió televisiva de diverses competicions futbolístiques i en especial de la Copa Libertadores.
El novembre de 2017 va començar el judici contra Napout i, el 22 de desembre de 2017, un jurat popular el va considerar culpable de frau i crim organitzat i el va absoldre del delicte de blanqueig de diners. Durant el judici va quedar demostrat que Napout havia acordat rebre suborns per 10,5 milions de dòlars entre els anys 2010-2016 per adjudicar els drets de màrqueting de la Copa Amèrica i la Copa Libertadores.
El 29 d'agost de 2018, Juan Ángel Napout va ser condemnat per frau i associació il·lícita a nou anys de presó, 1 milió de dòlars de multa i a la restitució de 3,3 milions de dòlars.
El 12 de setembre de 2019, Napout va ser inhabilitat a perpetuïtat pel Comitè d'Ètica de la FIFA i multat amb un milió de francs suïssos per haver infringit l'article 27 (suborn) del codi ètic.